# われらがプワプワプーワプワ
われらがプワプワプーワプワは、日本の女性アイドルグループ。2016年に結成。CYELON所属。所属レーベルはLonesome Record。

## 概要
クリエイターチーム「kiteruz（キテルズ）」がプロデュースを行っているアイドルグループ。通常「われプワ」と略されて呼ばれることが多い。
衣装変更やメンバー入れ替えのタイミングでグループのコンセプトが変わっており、それに伴いキャッチフレーズが下記のように変更されている。
- 結成当初～ - 「ふくらんで、はじけて、やわらかくて、かわいい!みんなを笑顔に元気にプワプワにするアイドル!!」
- 2017年1月～ - 「実は地球外生命体!? 衝撃のベールを脱いだ『われプワ』の真の目標は世界征服! あなたの世界を征服するのッ！」
- 2018年12月～ - 「すべての理想が叶う街『Puwa the city』の案内人！？」
- 2019年3月～ - 「宇宙つくるよ、愛届けるよ、われわれは宇宙人だ！」
- 2019年8月～ - 「いつもお世話になっております。新商品のらゔらゔ宇宙サプリメントはいかがですか？」
- 2019年11月～ - 「夢はでっかくセカイセイフク ちょっとへんてこな宇宙人」
- 2021年1月～ - 「二億年の時を経て、われらがプワプワプーワプワ」[注釈 1][3]
- 2022年5月～ - 「プ宙から、らゔで征服」
- 2023年11月〜 - 「遥か宇宙のちょろちょろりん」

## 略歴

### 2016年
- 5月26日 - TSUTAYA O-EASTにて柴田あいこ、高峯めい、唐澤風花（のちに唐沢風花に改名）、福田えりか、瀬木まゆの、夢陽みほ、竹田有里彩の7人でプレデビュー[注釈 2]。
- 7月9日 - 関ヶ原唄姫合戦2016に出演、本格デビュー。
- 8月31日 - 竹田有里彩が活動辞退のため脱退[4][注釈 3]。

### 2017年
- 1月 - 台湾にて夏と冬の2回開催されるアジア最大級の漫画・アニメ展示会「台北国際動漫節」への渡航費、宿泊費の調達を目指して、クラウドファンディングを実施[5]。
- 1月26日 - メンバーの瀬木と夢陽が人間に帰化（脱退）、4人体制となる。
- 1月28日 - 4人体制での初ライブにて新衣装、『われらがプワプワプーワプワ』を初披露。各メンバーの担当カラーが決定。
- 5月28日 - 結成一周年のワンマンライブ「PIF〜プ宙人いっぱいフェスティバル〜」をTwinboxGarageにて開催。当ライブにて藤澤萌が加入。『初恋ウィンク』、『ブランニュー未来～われらを照らす光～』を初披露。動員100名達成により定期公演の開催が決定[6]。
- 7月23日 - 関ヶ原唄姫合戦2017 2日目に出演。下剋上、戦国ステージにて計3ステージを披露。
- 8月2日 - 川崎ひかるが加入。新メンバー加入に伴い衣装変更。唐澤風花が唐沢風花への改名を発表[注釈 4]。
- 8月 - 「第2期、修行編!プロジェクト」として、1stアルバム作成を目指してクラウドファンディングを実施[7]。
- 9月6日 - 第二回定期公演にて『BORN IN う☆CHU』初披露、およびリリース。各種配信サイトにて配信開始[8]。
- 10月6日 - メンバー達のクローンで作られた新グループ、私立プワプワ学園1000年β組（略称：プワ学）[注釈 5]がデビュー。『ここはプワ学せんのべー！』を初披露[9]。
- 12月6日 - 川崎ひかるの生誕祭にてグループ初の全国流通となる1stシングル『I DON’T “PU” WANNA GO BACK』のリリース発表[10]。
- 12月7日 - 1stアルバム『セカイセイフク』をiTunes、Apple Music、LINE MUSIC、Google Play、Spotify先行配信開始[11]。
- 12月25日 - 1stシングル『I DON’T “PU” WANNA GO BACK』初披露[12]。新曲仕様へと衣装変更。

### 2018年
- 2月6日 - 1stシングル『I DON’T “PU” WANNA GO BACK』リリース。
- 2月8日 - 2ndワンマンライブの開催、福田えりかの卒業を発表。
- 2月25日 - 唐沢風花がLADYBABYとの兼任での活動となることを発表[13]。
- 3月8日 - 私立プワプワ学園1000年β組全員卒業、解散。
- 3月17日 - 2ndワンマンライブをClub Asiaにて開催。当ライブで福田えりかが卒業、斎藤真尋が加入[注釈 6][14]。唐沢風花がグンマーグリーンからダルマレッドに進化。
- 6月4日 - 関ヶ原唄姫合戦2018予選会の最終結果発表[15]。9,426俵[注釈 7]を獲得し両日出演の権利を勝ち取る。
- 6月23日 - 3rdワンマンライブ「PIF2〜プ宙人いっぱいフェスティバル2〜」をTwinboxGarageにて開催。『新われらがプワプワプーワプワ』、2ndシングル『ジエンドオブアース』を初披露[16]。
- 7月5日 - 重大な契約違反が認められたため、藤澤が除籍及び事務所解雇[17]。
- 7月13日 - 2ndシングル『ジエンドオブアース』リリース。
- 7月21,22日 - 関ヶ原唄姫合戦2018に出演。
- 11月10日 - 新宿BLAZEでの4thワンマンライブの開催、新メンバー3人の加入を発表[18]。
- 11月28日 - 4thワンマンライブでの高峯の卒業を発表[19]。
- 12月17日 - 4thワンマンライブを新宿BLAZEで開催。当ライブで高峯めいが卒業、相沢菜々美、星空こまる、丸島ゆいのが加入。新衣装、『ツインテールトラベラー』『Puwa the city』を初披露。

### 2019年
- 2月1日 - 1月28日に390枚の限定CDが完売したことをうけて、『イッツアトゥモローワールド』を初披露。
- 2月25日 - 相沢がライブ中に転倒し、ライブを中断。翌日、半月板剥離骨折により全治約3ヶ月であることを報告。自宅療養のためライブ等出演の一時休止を発表[20]。
- 3月11日 - 2019年1月1日より、「メガメガミ」「まじばんch」とともに株式会社創豊に所属する3ユニットをアイドルプロデュースチーム「どっちて爆撃ッズ」が全面的にプロデュースを行っていることを公表[21]。どっちて爆撃ッズの公式ホームページを公開。
- 3月30日 - 5thワンマンライブ「PIF2019〜プ宙人いっぱいフェスティバル〜」をTSUTAYA O-Crestにて開催。新衣装、『われらがプワプワプーワプワ？』を初披露。担当カラー名称の変更を発表（色自体には変更なし）[22]。
- 4月27日 - 山野ホールにて『あるてぃめっとらゔおぶざゆにばーす！』を初披露。
- 5月30日 - 6月21日付で唐沢風花が卒業し、LADYBABYでの活動に集中することを発表[23]。
- 6月6日 - 8月2～4日に行われるTOKYO IDOL FESTIVAL 2019への出演が決定[24]。
- 6月21日 - 唐沢風花卒業公演にて唐沢風花が卒業。
- 7月2日 - 単独公演にて怪我のため休養していた相沢が復帰。
- 8月3,4日 - TOKYO IDOL FESTIVAL 2019に出演。SKY STATE、DOLL FACTORY、FUJI YOKO STAGEにて計3ステージを披露。
- 8月17日 - 単独公演にて新衣装、『教えて♡まいすうぃーと係長♡～アイドル3年戦士地獄の出世物語～』を初披露。担当カラー名称の変更（色自体には変更なし）、新宿BLAZEでの6thワンマンライブの開催を発表。
- 9月23日 - 単独公演にて『TOOOO LATE！』を初披露。
- 10月21日 - 『こずみかるらゔらゔぽっぷ』『あなたに出会えて』を各配信サービスにてデジタルリリース。
- 11月4日 - 6thワンマンライブを新宿BLAZEで開催。新衣装、『こずみかるらゔらゔぽっぷ』を初披露。セカンドアルバム「セカイセイフク2」のリリース、東名阪ツアーの開催を発表。
- 12月25日 - セカンドアルバム「セカイセイフク2」に収録の新曲『ベランダから始めるセカイセイフク』を出演のクリスマスイベントにて初披露。

### 2020年
- 1月27日 - 新型コロナウィルス感染拡大をうけて、Twin Box Garageより無観客配信ライブを実施。
- 2月20日 - セカンドアルバム『セカイセイフク2』をMカードにて発売、及び各音楽配信サービスで配信開始。
- 4月28日 - 私立プワプワ学園1000年β組より、『シアワセ♡ハイスクール』『ここはプワ学せんのべー』を配信開始[25]。
- 7月14日 - 8月中旬での斎藤真尋の卒業を発表[26]。
- 7月23日 - アイドル甲子園メインステージにて、『HERO SHOW』を初披露。
- 9月26日 - 斎藤真尋卒業式にて斎藤真尋が卒業。
- 10月17日 - アイドル甲子園メインステージにて、『らゔり？ぷわり！らっらっらゔ』を初披露。
- 12月7日 - pandasan-studioによる自主制作アニメ「銭湯ごっこ」のテーマソング『I LOVE 湯』を発表。
- 12月17日 - 事務所主催ライブにて新曲『Cherry game』を初披露。

### 2021年
- 1月4日 - 相沢菜々美の活動休止を発表[27]。
- 1月31日 - 7thワンマンライブ「HAPPY NEW PUWA」を渋谷WOMBにて開催。星南、黒咲はなが加入[28]。新衣装、『XX DAY “SEIMEI”』『バババ』『月でダンス』『ANALOGUE LOVE』を初披露。
- 2月23日 - 単独公演にて『ZERO』を初披露。
- 3月3日 - ミニアルバム『ZERO』を各音楽配信サービスで配信開始。
- 3月7日 - 単独公演にて『シアワセ♡ハイスクール』を初披露。
- 5月14日 - 星南の脱退を発表[29]。
- 6月2日 - 6月23日付での相沢菜々美の卒業を発表[30]。
- 6月23日 - 相沢菜々美卒業お別れ会にて相沢が卒業。
- 7月31日 - 『夏の大錯覚系』『都心感情線』を各配信サービスにてデジタルリリース。
- 8月1日 - 単独公演にて新衣装、『夏の大錯覚系』『都心感情線』を初披露。サードアルバム『わーーーぷ』の2022年1月16日リリース、またアルバムに収録する楽曲を毎月披露することを発表。
- 8月31日 - 主催公演にて『I LOVE 湯』を初披露。
- 9月25日 - 『パラレルラ』を初披露。
- 10月27日 - 主催公演にて『Galaxy』を初披露。
- 10月31日 - プロデュースを行っていた「どっちて爆撃ッズ」が解散、新たに「kiteruz（キテルズ）」がプロデュースを行うことを発表。
- 11月26日 - 『デスペラードマスカレード』を初披露。
- 12月9日 - 主催公演にて『メテオスマッシュ』を初披露。

### 2022年
- 1月11日 - 単独公演にて『スウィートエンドロール』を初披露。
- 1月16日 - ニューアルバム「わーーーぷ」リリースパーティーを渋谷ストリームホールで開催。『Youth Days』を初披露。
- 2月18日 - 4月1日新宿BLAZEでの単独公演で川崎ひかる、丸島ゆいのが卒業、新体制での活動に向けて活動休止することを発表。
- 4月1日 - ワンマンライブ「PUWADOXICAL INFERNO」を新宿BLAZEにて開催。川崎ひかる、丸島ゆいのが卒業、新体制での活動に向けて活動休止。
- 5月15日 - ツクモリン、来海りか子、陽波まおの加入を発表。
- 5月26日 - ワンマンライブ「PUWA REVIVAL」を代官山UNITにて開催。ツクモリン、来海りか子、陽波まおの3人が加入。星空こまるが「こまる」に改名することを発表。『Starlight Night』『OLD MAID』『オンレーカ・トピーカ』『アイノシツリョウ』『りーさるうぇぽん』を初披露。
- 5月27日 - 『Starlight Night』『OLD MAID』を各音楽配信サービスで配信開始[注釈 8][31]。
- 6月15日 - ツクモリンが両足首負傷のため、6/17より当面の間ライブ活動を休止することを発表[32]。
- 8月10日 - 8月26日付でのツクモリンの卒業を発表[33]。
- 8月26日 - 99P卒業お別れ会にてツクモリンが卒業。ミニアルバム『STARLIGHT NIGHT』を各音楽配信サービスで配信開始。
- 11月3日 - 『スノーボールアース』を各音楽配信サービスで配信開始。
- 11月22日 - 単独公演にて新衣装、『スノーボールアース』を初披露。
- 12月16日 - 『マタキミニアエル大爆発』『彼は誰にナミダ』を各音楽配信サービスで配信開始。
- 12月29日 - ワンマンライブ「マタキミニアエル大爆発」を表参道WALL&WALLにて開催。『マタキミニアエル大爆発』『彼は誰にナミダ』『われらがプワプワプーワプワ2022』を初披露。ワンマンライブ「OSARUSAN BEGINS」の開催、アルバム『マタキミニアエル大爆発』の発売、リリースイベントの開催を発表。

### 2023年
- 2月25日 - ヴィレッジヴァンガード渋谷本店でのリリースイベントにて『レンチン』を初披露。
- 2月27日 - アルバム『マタキミニアエル大爆発』リリースパーティーを渋谷近未来会館にて開催。
- 2月28日 - アルバム『マタキミニアエル大爆発』を発売、及び各音楽配信サービスで配信開始。
- 5月5日 - 『OSARUSAN BEGINS』を各音楽配信サービスで配信開始。
- 5月13日 - ワンマンライブ「OSARUSAN BEGINS」を下北沢シャングリラにて開催。新衣装、『OSARUSAN BEGINS』を初披露。
- 6月26日 - 主催対バンライブにて『Teleportation』を初披露。
- 7月20日 - 主催対バンライブにて『Straight Outta The Box』を初披露。
- 10月28日 - 『STSRPUWA(SE)』『Teleportation』『Straight Outta The Box』を各音楽配信サービスで配信開始。
- 11月10日 - ワンマンライブ「SPIRITED AWAY」をduo MUSIC EXCHANGEで開催。桃園ゆな、松倉みゆの2名が加入。新衣装、『SPIRITED AWAY』を初披露。2024年上旬に未発表曲含む全5曲収録のミニアルバムを発売することを発表。

### 2024年
- 1月1日 - 『darling you』を初披露、各音楽配信サービスで配信開始。
- 2月20日 - ミニアルバム『SPIRITED AWAY』を発売。
- 2月23日 - 陽波まおが医師からパニック障害との診断を受け、療養のため当面の間活動休止を発表[34]。
- 2月29日 - 3月30日付でのこまる、陽波まおの卒業を発表[35]。
- 3月30日 - 単独公演にてこまる、陽波まおが卒業。
- 5月25日 - 8周年記念ライブ「Puwa the year」をClub Asiaにて開催。新衣装、『Pancake Night』を初披露。
- 9月7日 - さとりモンスターとの共同ライブツアー、「ワールドアキバシモキタツアー」を開始。5曲入りスプリット音源『コンクエスト』を会場限定で発売開始。『（動悸）2』およびさとりモンスターとの混合グループ「さとプワ」での楽曲『コンクエスト』を初披露。
- 12月28日 - ワールドアキバシモキタツアーファイナル公演にて、『POPU』を初披露。本曲を表題曲としたアルバムのリリースツアー「POPU TOUR」を発表。

### 2025年
- 3月20日 - 『幻』を初披露、
- 3月23日 - 「POPU TOUR」初日にて新衣装、『アグリーダンス』『Sync』『Rewrite』『MAYDAY』『HYPERSPEED』を初披露。
- 4月15日 - アルバム『POPU』を各音楽配信サービスで配信開始。
- 5月22日 - 「POPU TOUR」ファイナル公演を恵比寿LIQUID ROOMにて開催。『Dreamglitch』を初披露。
- 6月28日 - 深夜公演「Dreamglitch」にて、『Vibes』を初披露。
- 7月20日 - 8月19日の代官山ユニットでの単独ライブにて、澪月潤、間ちおり、音羽まろが加入することを発表。

## メンバー

### 現メンバー
| 名前        | よみ            | ニックネーム | 誕生日   | カラー         |
| ----------- | --------------- | ------------ | -------- | -------------- |
| 柴田 あいこ | しばた あいこ   | あいちゃん   | 2月11日  | むらさきのひと |
| 黒咲 はな   | くろさき はな   | はなちゃん   | 3月9日   | くろのひと     |
| 来海 りか子 | くるみ りかこ   | りかこ       | 1月2日   | きいろのひと   |
| 桃園 ゆな   | ももぞの ゆな   | ゆにゃ       | 3月18日  | ピンクのひと   |
| 松倉 みゆ   | まつくら みゆ   | みぃちゃん   | 9月17日  | あかのひと     |
| 澪月 潤     | みなつき うるは |              | 2月23日  | あおのひと     |
| 間 ちおり   | はざま ちおり   |              | 11月24日 | みどりのひと   |
| 音羽 まろ   | おとは まろ     |              | 1月28日  | しろのひと     |

### 旧メンバー
| 名前        | よみ            | ニックネーム   | 誕生日   | カラー（脱退時）                               |
| ----------- | --------------- | -------------- | -------- | ---------------------------------------------- |
| 竹田 有里彩 | たけだ ありさ   | ありさ         | -        | -                                              |
| 夢陽 みほ   | ゆめひ みほ     | ゆめひ         | -        | -                                              |
| 瀬木 まゆの | せぎ まゆの     | まゆのん       | -        | -                                              |
| 福田 えりか | ふくだ えりか   | 福田・えりぽん | 2月15日  | ウェイヨーオレンジ                             |
| 藤澤 萌     | ふじさわ もえ   | もえぴ         | 4月22日  | モエモエピンク                                 |
| 高峯 めい   | たかみね めい   | めいてゃん     | 7月6日   | サブカルブルー                                 |
| 唐沢 風花   | からさわ ふうか | ふうちゃん     | 10月12日 | パワーサイコレッドブル                         |
| 斎藤 真尋   | さいとう まひろ | まひろん       | 8月10日  | ギャンギマリイエロー                           |
| 星南        | せな            | せなちゃん     | 11月16日 | Rediosa（赤）                                  |
| 相沢 菜々美 | あいざわ ななみ | ななみん       | 10月28日 | フタリヨリソッテアルイテグリーン（活動休止前） |
| 川崎 ひかる | かわさき ひかる | ひーちゃん     | 12月6日  | Whiteniqs（白）                                |
| 丸島 ゆいの | まるしま ゆいの | ゆいぴぃ       | 5月27日  | Pinstlact（ピンク）                            |
| ツクモリン  | つくもりん      | りんりん       | 6月18日  | めておれっど（赤）                             |
| こまる      | こまる          | こまる         | 7月7日   | あおのひと                                     |
| 陽波 まお   | ひなみまお      | ひなみまお     | 2月2日   | みどりのひと                                   |

## 楽曲一覧
| #      | 曲名                                                         | 初披露日      | 備考 |
| 2016年 | 2016年                                                       | 2016年        | 2016年 |
| ------ | ------------------------------------------------------------ | ------------- | --- |
| 1      | プワプワ☆FANTASY                                             | -             | |
| 2      | S.S.O.P.                                                     | -             | 曲名は「Secret Spell Of Puwapuwa」の略                                                                                 |
| 3      | シャボン玉ポートレイト                                       | -             | 初期には約50秒にも及ぶEDM調の間奏が入っていたが、のちにカットされたバージョンに変更となった。                          |
| 2017年 |                                                              |               | |
| 4      | われらがプワプワプーワプワ                                   | 1月28日       | 曲中に各メンバーのソロパートがあり、メンバー増加に合わせてソロパート部分も追加されていった。                           |
| 5      | 初恋ウィンク                                                 | 5月28日       | |
| 6      | ブランニュー未来～われらを照らす光～                         | 5月28日       | |
| 7      | BORN IN う☆CHU                                               | 9月6日        | グループ初のCDリリース楽曲                                                                                             |
| 8      | ここはプワ学せんのべー！                                     | 10月6日       | 私立プワプワ学園1000年β組名義楽曲。のちにわれらがプワプワプーワプワが継承。2020年4月18日に配信開始。                   |
| 9      | I DON’T “PU” WANNA GO BACK                                   | 12月25日      | 1stシングル 表題曲 |
| 2018年 |                                                              |               | |
| 10     | われらがのんすとっぷえいりあん                               | 1月28日       | 1stシングル[Type-A] カップリング曲                                                                                     |
| 11     | われらがさいきょ！さいきょ！のんすとっぷえいりあん           | 2月5日        | 1stシングル[Type-B] カップリング曲                                                                                     |
| 12     | 新われらがプワプワプーワプワ                                 | 6月23日       | 2ndシングル カップリング曲。福田卒業に伴い旧バージョンが封印されたが、編曲及び歌詞の一部変更を行い新バージョンを作成。 |
| 13     | ジエンドオブアース                                           | 6月23日       | 2ndシングル 表題曲 |
| 14     | ツインテールトラベラー                                       | 12月17日      | |
| 15     | Puwa the city                                                | 12月17日      | |
| 2019年 |                                                              |               | |
| 16     | イッツアトゥモローワールド                                   | 2月1日        | 2019年1月12日より、手書きジャケット・手売りのCDを390枚限定で発売。1月28日に完売。                                      |
| 17     | われらがプワプワプーワプワ？                                 | 3月30日       | 『われらがプワプワプーワプワ』『新われらがプワプワプーワプワ』を再編曲し披露。                                         |
| 18     | あるてぃめっとらゔおぶざゆにばーす！                         | 4月27日       | |
| 19     | 教えて♡まいすうぃーと係長♡ ～アイドル3年戦士地獄の出世物語～ | 8月17日       | |
| 20     | TOOOO LATE！                                                 | 9月23日       | |
| 21     | こずみかるらゔらゔぽっぷ                                     | 11月4日       | 10月21日デジタルリリース。6thワンマンライブテーマソング。                                                              |
| 22     | あなたに出会えて                                             | 2020年9月26日 | 「こずみかるらゔらゔぽっぷ」カップリング曲。斎藤真尋卒業式にてライブ初披露。                                           |
| 23     | ベランダから始めるセカイセイフク                             | 12月25日      | 2ndアルバム「セカイセイフク2」収録の新曲。クリスマスイベントにて先行披露。                                             |
| 2020年 |                                                              |               | |
| 24     | シアワセ♡ハイスクール                                        | 2021年3月7日  | 私立プワプワ学園1000年β組名義楽曲。新型ウィルスを撃退するべく行った1000年生による地球実習テーマソング。                |
| 25     | HERO SHOW                                                    | 7月23日       | |
| 26     | らゔり？ぷわり！らっらっらゔ                                 | 10月17日      | |
| 27     | I LOVE 湯                                                    | 2021年8月31日 | 自主制作アニメ「銭湯ごっこ」テーマソング。                                                                             |
| 28     | Cherry game                                                  | 12月17日      | |
| 2021年 |                                                              |               | |
| 29     | XX DAY “SEIMEI”                                              | 1月31日       | |
| 30     | バババ                                                       | 1月31日       | 曲名は"Valentino Vado Valsa"の頭文字からとったもの。                                                                   |
| 31     | 月でダンス                                                   | 1月31日       | |
| 32     | ANALOGUE LOVE                                                | 1月31日       | |
| 33     | ZERO                                                         | 2月23日       | |
| 34     | 夏の大錯覚系                                                 | 7月31日       | |
| 35     | 都心感情線                                                   | 7月31日       | |
| 36     | パラレルラ                                                   | 9月25日       | |
| 37     | Galaxy                                                       | 10月27日      | |
| 38     | デスペラードマスカレード                                     | 11月26日      | |
| 39     | メテオスマッシュ                                             | 12月9日       | |
| 2022年 |                                                              |               | |
| 40     | スウィートエンドロール                                       | 1月11日       | |
| 41     | Youth Days                                                   | 1月16日       | |
| 42     | Starlight Night                                              | 5月26日       | |
| 43     | OLD MAID                                                     | 5月26日       | |
| 44     | オンレーカ・トピーカ                                         | 5月26日       | |
| 45     | アイノシツリョウ                                             | 5月26日       | |
| 46     | りーさるうぇぽん                                             | 5月26日       | |
| 47     | スノーボールアース                                           | 11月22日      | |
| 48     | マタキミニアエル大爆発                                       | 12月29日      | |
| 49     | 彼は誰にナミダ                                               | 12月29日      | |
| 50     | われらがプワプワプーワプワ2022                               | 12月29日      | 『われらがプワプワプーワプワ？』を再編曲したもの。                                                                     |
| 2023年 |                                                              |               | |
| 51     | レンチン                                                     | 2月25日       | |
| 52     | OSARUSAN BEGINS                                              | 5月13日       | |
| 53     | Teleportation                                                | 6月26日       | |
| 54     | Straignt Outta The Box                                       | 7月20日       | |
| 55     | SPIRITED AWAY                                                | 11月10日      | |
| 2024年 |                                                              |               | |
| 56     | darling you                                                  | 1月1日        | ONIGAWARA作曲 |
| 57     | Pancake Night                                                | 5月24日       | |
| 58     | （動悸）2                                                    | 9月7日        | |
| 59     | POPU                                                         | 12月28日      | |
| 2025年 |                                                              |               | |
| 60     | 幻                                                           | 3月20日       | |
| 61     | アグリーダンス                                               | 3月23日       | |
| 62     | Sync                                                         | 3月23日       | |
| 63     | Rewrite                                                      | 3月23日       | |
| 64     | MAYDAY                                                       | 3月23日       | |
| 65     | HYPERSPEED                                                   | 3月23日       | |
| 66     | Dreamglitch                                                  | 5月22日       | |
| 67     | Vibes                                                        | 6月28日       | |

## 作品

### シングル
| #           | タイトル                   | 発売日         | 販売形態 | 規格品番        | 最高位 | 収録曲 | 備考                |
| ----------- | -------------------------- | -------------- | -------- | --------------- | ------ | --- | ------------------- |
| -           | BORN IN う☆CHU             | 2017年9月6日   | CD・配信 | -               | -      | BORN IN う☆CHU | 自主制作            |
| Julia House |                            |                |          |                 |        | |                     |
| 1           | I DON’T “PU” WANNA GO BACK | 2018年2月6日   | CD・配信 | JH-0034 JH-0035 | 17位   | I DON’T “PU” WANNA GO BACK (Type-A)われらがのんすとっぷえいりあん (Type-B)われらがさいきょ！さいきょ！のんすとっぷえいりあん | 全国流通1stシングル |
| TOG RECORD  |                            |                |          |                 |        | |                     |
| 2           | ジエンドオブアース         | 2018年7月13日  | CD・配信 | TOG-2 TOG-3     | 70位   | ジエンドオブアース 新われらがプワプワプーワプワ                                                                              |                     |
| -           |                            |                |          |                 |        | |                     |
| 3           | 夏の大錯覚系               | 2021年7月31日  | 配信     | -               | -      | 夏の大錯覚系 都心感情線 |                     |
| 4           | Starlight Night            | 2022年5月27日  | 配信     | -               | -      | Starlight Night OLD MAID |                     |
| 5           | スノーボールアース         | 2022年11月3日  | 配信     | -               | -      | スノーボールアース |                     |
| 6           | マタキミニアエル大爆発     | 2022年12月16日 | 配信     | -               | -      | マタキミニアエル大爆発 彼は誰にナミダ                                                                                        |                     |
| 7           | OSARUSAN BEGINS            | 2023年5月5日   | 配信     | -               | -      | OSARUSAN BEGINS |                     |
| 8           | Teleportation              | 2023年10月28日 | 配信     | -               | -      | STARPUWA(SE) Teleportation Straight Outta The Box                                                                            |                     |
| 9           | darling you                | 2024年1月1日   | 配信     | -               | -      | darling you |                     |
| 10          | Pancake Night              | 2024年5月26日  | 配信     | -               | -      | Pancake Night |                     |

### アルバム
| # | タイトル               | 発売日                             | 販売形態          | 規格品番 | 最高位 | 収録曲 | 備考 |
| - | ---------------------- | ---------------------------------- | ----------------- | -------- | ------ | --- | ---- |
| 1 | セカイセイフク         | 2017年12月7日                      | 配信              | -        | -      | プワプワ☆FANTASY S.S.O.P. シャボン玉ポートレイト われらがプワプワプーワプワ 初恋ウインク ブランニュー未来～われらを照らす光～ |      |
| 2 | セカイセイフク2        | 2020年2月20日                      | Mカード、CD、配信 | -        | -      | Puwa the city ツインテールトラベラー イッツアトゥモローワールド あるてぃめっとらゔおぶざゆにばーす 教えて♡まいすうぃーと係長♡ ～アイドル3年戦士地獄の出世物語～ TOOOO LATE！ こずみかるらゔらゔぽっぷ われらがプワプワプーワプワ？ ベランダから始めるセカイセイフク |      |
| 3 | ZERO                   | 2021年3月3日                       | 配信              | -        | -      | HAPPY NEW PUWA(SE) XX DAY “SEIMEI” バババ ZERO 月でダンス ANALOGUE LOVE |      |
| 4 | わーーーぷ             | CD 2022年1月16日 配信 2022年3月3日 | CD、配信          | wpw-0001 | -      | パラレルラ Galaxy デスペラード・マスカレード メテオスマッシュ スウィートエンドロール Youth Days |      |
| 5 | STARLIGHT NIGHT        | 2022年8月26日                      | 配信              | -        | -      | オン・レーカ・トピーカ アイノシツリョウ りーさるうぇぽん OLD MAID Starlight Night |      |
| 6 | マタキミニアエル大爆発 | 2023年2月28日                      | CD、配信          | TOG-8    | 32位   | 彼は誰にナミダ オン・レーカ・トピーカ アイノシツリョウ りーさるうぇぽん OLD MAID Starlight Night レンチン スノーボールアース マタキミニアエル大爆発 われらがプワプワプーワプワ2022                                                                                  |      |
| 7 | SPIRITED AWAY          | 2024年2月20日                      | CD、配信          | LSME59   | 50位   | SPIRITED AWAY Teleportation Straight Outta The Box OSARUSAN BEGINS darling you |      |
| 8 | POPU                   | 2025年4月15日                      | 配信              | -        | -      | 幻 Sync アグリーダンス Rewrite Wakeup(SE) MAYDAY HYPERSPEED POPU |      |